# Droga wojewódzka 255
Die Droga wojewódzka 255 (DW 255) ist eine 22 Kilometer lange Droga wojewódzka (Woiwodschaftsstraße) in der polnischen Woiwodschaft Kujawien-Pommern und der Woiwodschaft Kujawien-Pommern, die Strzelno mit Pakość verbindet. Die Straße verläuft an der Westgrenze der Stadt Janikowo, größtenteils am See Jeziora Pakoskie. Die Strecke liegt im Powiat Mogileński und Powiat Inowrocławski.

## Streckenverlauf
Woiwodschaft Kujawien-Pommern, Powiat Mogileński
-  Strzelno (Strelno) (DK 15, DK 25, DK 62)
- Bławatki

Woiwodschaft Kujawien-Pommern, Powiat Inowrocławski
- Głogówiec
- Trląg
- Broniewice
- Dobieszewice
- Jankowo
-  Pakość (Pakosch) (DW 251)